# 下酒小吃

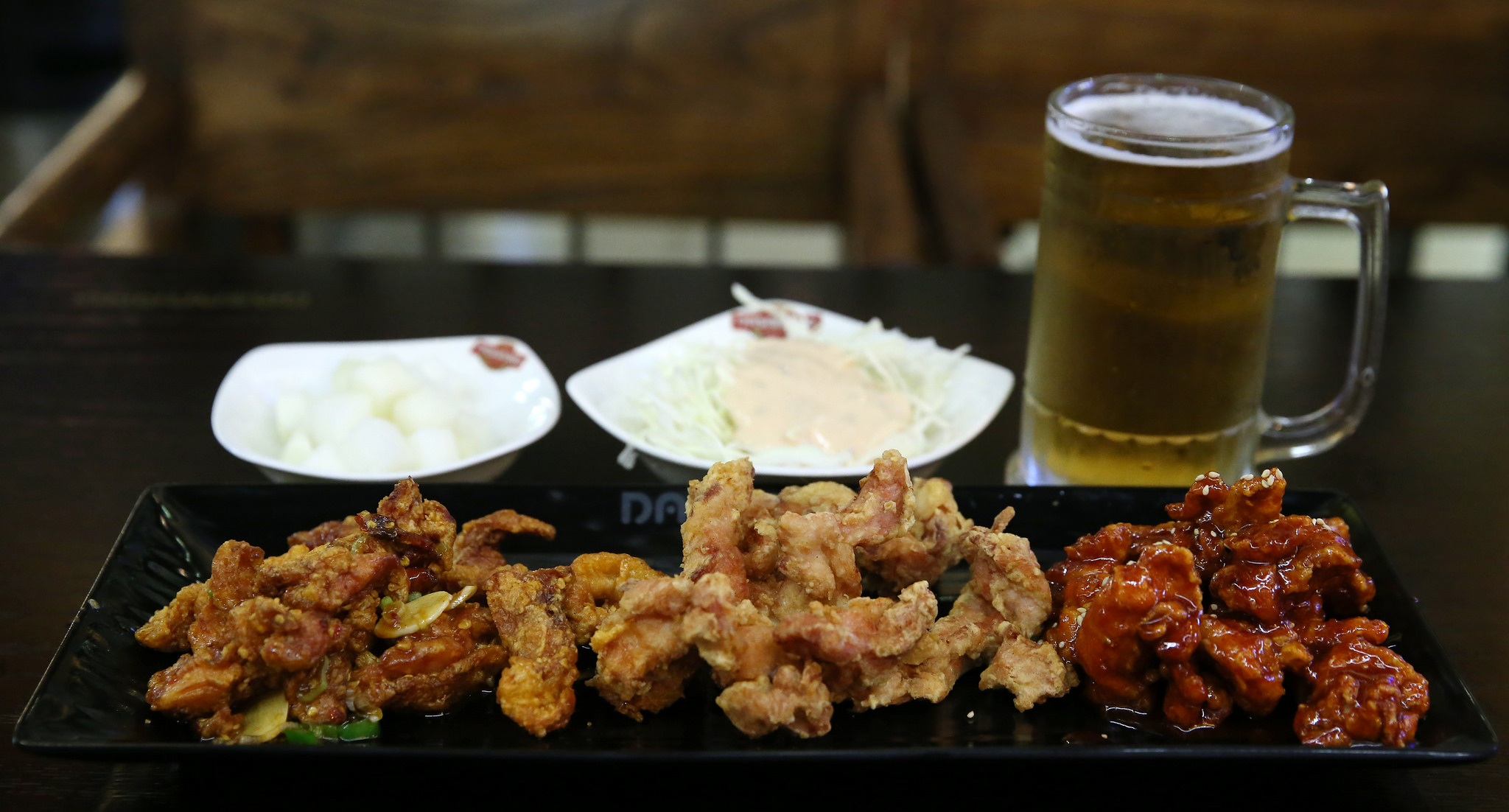
炸鸡与啤酒

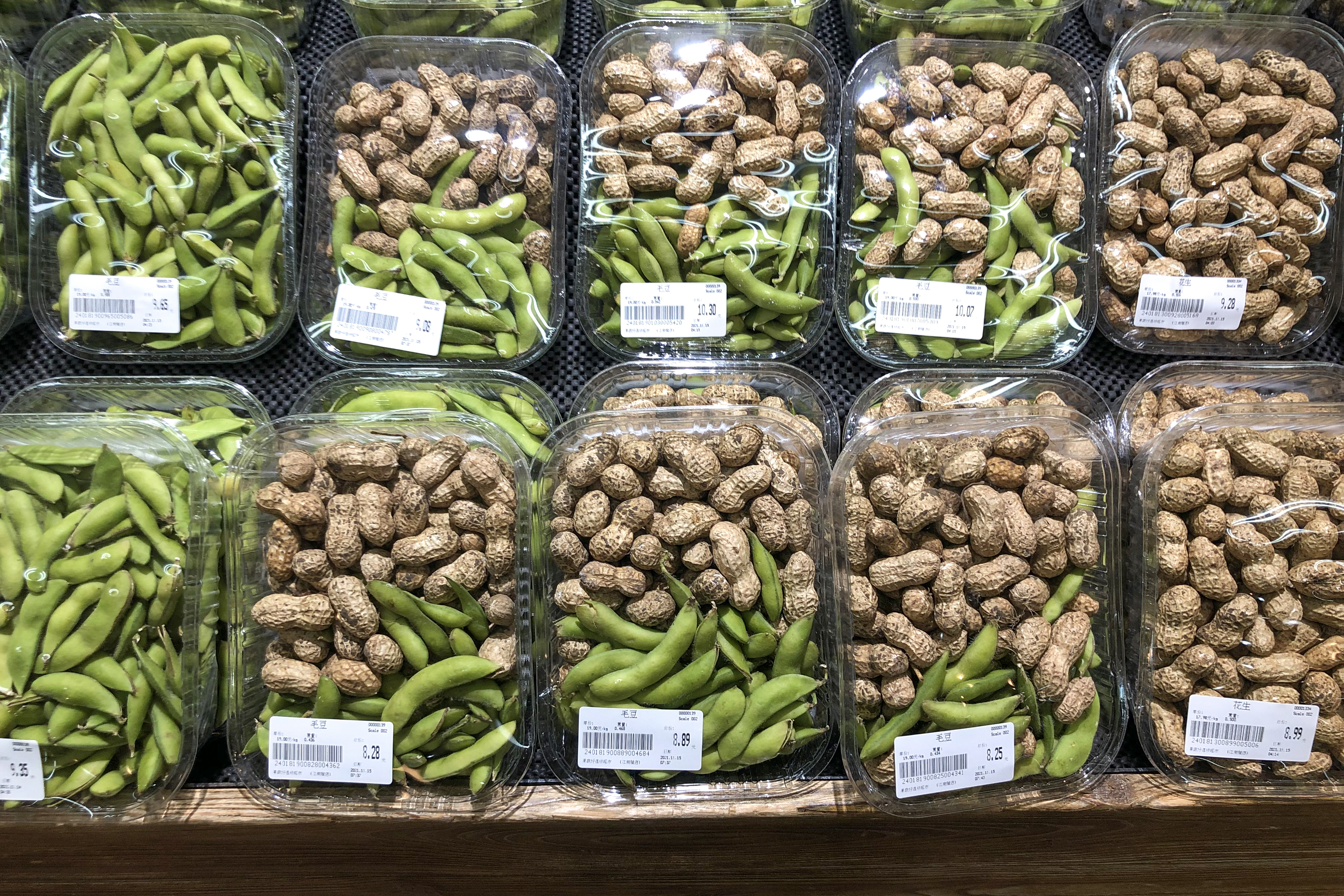
花生与毛豆搭配的下酒菜组合（图中为供顾客自行煮制的生花生/毛豆套装）

下酒小吃又稱佐酒小吃，一般指喝酒時食用的小菜或小吃，古稱酒餚、餚（保留在現代日語）、按酒（保留在現代韓語）。熟食則可稱為下酒菜之意。一般用來調節喝酒時的口感，很少當主食作裹腹之用。東亞常見的下酒小吃有花生等堅果、涼菜、肉食等。西方常會使用糕點、起司、火腿等小食作相同用途。

## 朝鮮
朝鮮半島稱呼下酒菜為「按酒」（안주），但其中一些菜色也可以獨立成菜。「按酒」一詞源自古漢語。它們與飯饌（韓國伴菜）是不同的。常見的下酒菜有花生、辣炒章魚、豬腳、泡菜拼豆腐等。
在韓國，賣酒的地方，例如餐廳和KTV都售賣下酒菜，而且很多是連酒一起售賣的。